# Балкан (завод)
Вижте пояснителната страница за други значения на Балкан.
„Балкан“ АД е частно акционерно дружество с машиностроителен завод в Ловеч.
В своята история заводът носи следните наименования: Държавна самолетна фабрика, Велосипеден и мотоциклетен завод, Завод за леки автомобили „Балкан“, Обединено стопанско предприятие „Балкан“, Обединени заводи „Балкан“, Машиностроителен комбинат „Балкан“, „Балкан“ ЕООД, „Балкан“ ЕАД, „Балкан“ АД.
В завода са сглобявани:
- самолети: „Авиа“, „Лаз“, „ДАР“ (1943 – 1954);
- леки автомобили: „Балкан“, „Москвич“ (1966 – 1990), „Пирин-Фиат“ (1966 – 1971), ван „ГАЗ“;
- мотоциклети: мотоциклети „Балкан“, мотопеди „Балкан“;
- велосипеди „Балкан“ "ЛСВ" и "СГ7"
- мотокари.

Проектирани са също микробуси „Балкан“ и „Рила“, лекотоварни автомобили (пикапи) „Балкан“ и фургони, но техническите проекти не са стигнали до масово или поне серийно производство.

## От 1941 г.: самолети
През 1938 г. отпада 20-годишното ограничение, наложено от Ньойския договор, и българската войска получава правото да притежава бойни самолети. Командването на въздушните войски решава да създаде модерна самолетна фабрика, в която да се съсредоточи българското самолетостроене на едно място, като създаде център извън столицата, разработващ и произвеждащ летателни апарати, по качество и количество съответстващи на най-добрите европейски образци. Специална комисия избира терен за фабриката.
Новината за построяването на завод не е посрещната в Ловеч с въодушевление поради това, че ще трябва да бъдат изкупени земеделски земи за построяването на завода. С последователност и упоритост кметът убеждава гражданите, че такъв завод ще създаде работни места, ще издигне интелектуалното ниво на града. Протокол от заседанията още се съхранява в общината. Самолетните демонстрации, проведени на 5 юли 1939 г., са посрещнати топло от ловчанлии. Сградите се строят по проекти на полски инженери, строили подобни съоръжения в Полша. Новият завод за производство на самолети е наречен Държавна самолетна фабрика (съкратено ДСФ).
В самолетната фабрика са произвеждани следните типове самолети.
- „ДАР-9 Синигер“ е произведен през пролетта на 1943 г. В 3 последователни серии са построени 40 броя самолети.
- „Авиа-135“, чехословашки изтребител – доставен на части. Монтирани са, изпитани и предадени 12 броя на Въздушните на Н. В. войски.
- „ДАР-10“ е замислен като дивизионен разузнавач. Неговата разработка е започнала в ДАР, но прототипът е изграден в ДСФ. Това е високоскоростен моноплан, маневрен, със сигурно управление, бързо набиращ височина. Инж. Петко Попганчев, който изпитва машината, свидетелства, че този самолет е по-бърз от „Авиа-534“, но прототипът е унищожен при катастрофа в мъгла през 1942 г.
- „ДАР-10Ф“ е разработка на инж. Ц. Лазаров. С двигател „Фиат“ самолетът има скорост 460 km/h и притежава качествата на много добър многоцелеви самолет – за разузнаване, за щурмови действия, за бомбардиране (хоризонтално и с пикиране), за въздушен бой. Самолетът е изпитан от инж. Попганчев през март 1945 г., но този самолет не влиза в серийно производство.
- „Лаз-7“ и „Лаз-7М“. Самолетът е конструиран от инж. Лазаров и колектива му от конструктори. Моноплан, долноплощник, предназначен за първоначално обучение и квалификация на щурмани и военни пилоти. Това е изключително успешен самолет и е най-масово произвежданият самолет в България – 160 броя „Лаз-7“ и 150 броя „Лаз-7М“.
- „Лаз-8“ е четириместно въздушно такси. Представлява моноплан долноплощник и е изработен само прототип в чест и като подарък от самолетостроителите на провеждания конгрес на Българската комунистическа партия през 1948 г.

Скоро след края на Втората световна война Държавната самолетна фабрика в Ловеч остава единственото предприятие в страната, което произвежда военни самолети, след като авиационната фабрика в Казанлък е преустановява това производство през 1947 г. В началото на 1949 г. фабриката прераства в завод и с цел засекретяване на производството получава името Завод 14. За директор е назначен техникът Ганчо Лазаров. Успоредно с дейността на завода върви и обучението на авиоинженери в софийската Държавна политехника и в наследника ѝ (от 1953 г.) Машинно-електротехническия институт, което продължава до 1954 г.
Взето е решение за окончателно закриване на самолетното производство в България през 1954 г. В резултат много от младите специалисти, инженери, техници и добре обучени работници в Завод 14, решили да посветят живота си на авиацията, са поставени в почти безизходна ситуация. Сред тях е и инж. Димитър Дамянов, който още в началото на 1950-те години постъпва на работа в Ловеч именно като авиоинженер.

## От 1954 г.: нови продукти
След закриването на самолетостроенето неколкократно се сменя името и производствената номенклатура на предприятието. Получава наименованието Велосипеден и мотоциклетен завод, Завод за леки автомобили „Балкан“, Обединено стопанско предприятие „Балкан“, Обединени заводи „Балкан“, Машиностроителен комбинат „Балкан“.
Първоначалното преструктуриране на завода след 1954 г. е свързано с краткотрайното налагане на напълно неприсъщи производства. Тогава ръководството на бившата авиационна фабрика проявява твърдост и излиза от кризисното положение със собствена инициатива, която е предложена пред висшите инстанции. Предлагат в Ловеч да започне масово производство на автомобили и мотоциклети, за което фабриката разполага с нужния технически потенциал и има висококвалифицирани специалисти.
От 1965 г. заводът носи името „Балкан“. Той става стопански комбинат, в чийто състав са включени 6 завода – завод за леки автомобили, завод за двуколесни превозни средства, завод за механични изделия, чугунолеярен завод, завод за пластмаси и каучук, инструментален завод. От 1971 г. като завод от системата на ДСО „Балканкар“ произвежда детайли и агрегати за електрокарното и мотокарното производство на България.

### Леки автомобили
Към края на 1950-те години в тази атмосфера на висока техническа култура и професионализъм се заражда идеята за разработка на български лек автомобил, като целта е евентуалното усвояване на това престижно и перспективно производство да оформи основния профил на бившата авиационна фабрика.
Предварителната подготовка за създаването на първия прототип започва в края на 1958 г. По същото време в двора на завода е държан лек автомобил Volkswagen, чийто двигател и шаси са използвани за образец. Към процеса на предварителна подготовка се включват и специалисти от „Завод 12“ в София, които успяват да изработят абсолютно идентично и най-важното функциониращо копие на предоставения им оригинален двигател (след 1956 г. производството на всички двигатели за мотоциклетите „Балкан“ е възложено именно на „Завод 12“).
С оформянето на каросерията се ангажира екипът на инж. Дамянов, който по това време включва Юли Костов, инж. Кънчо Кънчев, инж. Иван Петров (заместник главен инженер), Георги Филипов, Пейчо Пейчев, Георги Лазаров и още няколко души. Изковаването на отделните компоненти на каросериите от тънколистна ламарина се извършва изцяло на ръка, с помощта на дървени чукове върху кожени възглавници, пълни с пясък.
Това, което особено затруднява екипа на инж. Дамянов, е така наречената „геометрическа разработка“, която се разчертава върху огромна маса в мащаб 1:1. Именно от нея впоследствие се свалят всички мерки за изработването на шаблони, от които се правят детайлите на дървения макет. Последният етап от работата е свързан с разрязването на дървения модел на отделни части, от които се отливат металните щампи за външните форми на каросерията. Основният отговорник по изработването на моделите е Марин Радев, а с изковаването на отделните външни елементи е натоварен Георги Лазаров.

### Пикапи и микробуси
Паралелно с лекия автомобил е изработен и прототипът на лекотоварен автомобил, базиран на Volkswagen Transporter, чийто дизайн е почти идентичен с оригинала. През септември 1960 г. модел от леките автомобили и пикапът са изложени на открита площ на територията на Международния мострен панаир в Пловдив с надпис „Произведено в България“. През пролетта на 1962 г. в Ловеч отново е поставен на обсъждане въпросът за евентуалното производство на лекотоварен автомобил. През март същата година колективът на инж. Дамянов започва предварителната подготовка по тази задача, като към първоначалната група се включват и Иван Савов, Васил Вълев, Богдан Хамбарджиев и инж. Любомир Тошев, който поема основната работа по окачването. Целта е до 6 месеца да бъдат напълно завършени прототипите на лекотоварен автомобил и микробус с идентична предна част, които да се представят на юбилейния 20-и поред мострен панаир в Пловдив.
През 1962 г. усилията на конструктивния отдел са насочени към създаването на лекотоварен автомобил с полезен товар 800 кг и микробус със 7+1 и 11 места на основата на съветските автомобили „Волга“ и „Москвич“. Пикапът е изцяло произведен в Ловеч, но за каросерията на 11-местния микробус е направено работно посещение в автобусния завод „Чавдар“, Ботевград, който тогава е единственото специализирано предприятие за производство на автобусни каросерии.
Модел на микробус и лекотоварен автомобил са показани в Пловдив през септември 1962 г. под името „Балкан Т800“, като тяхното представяне отново минава при огромен успех, подкрепен от няколко възторжени статии в наши и чужди специализирани издания. През април 1963 г. е завършена нулева серия от още 3 лекотоварни автомобила, чиято товарна платформа е направена от дърво за разлика от първия прототип, при който е метална. Изпитанията преминават успешно и предложеният план за серийно производство на „Балкан Т800“ е одобрен на най-високо ниво. Точно тогава обаче възниква неочакван проблем – оказва се, че СССР не може да произведе достатъчно комплекти от шасита и двигатели (по онова време „Москвич“ все още е единственият масов личен автомобил в СССР), а ограниченият производствен капацитет на завода далеч не покрива дори нуждите на местния пазар.
Въпреки всичко проектантската дейност продължава и през 1965 г. заводът представя макет на нов, по-модерен вариант на микробус, а през 1966 г. – на фургон в мащаб 1:5, чието външно оформление е възложено на инж. Петко Мишев от Центъра за промишлена естетика и художествено проектиране (ЦПЕХП), който след 1964 г. разработва дизайна и на почти всички мотоциклети „Балкан“.
През 1967 г. на Пловдивския панаир е показан прототипът на „Рила 700“ – микробус, базиран на „Москвич 408“, чиято каросерия проектира Христо Христов – измежду изтъкнатите архитекти в Ловеч. Последната серия макети на микробус „Рила“ са предложени през 1970 г. от Петко Мишев и Емил Иванов (сред водещите дизайнери на транспортни средства в ЦПЕХП), но и те не получават нужното одобрение от съответните инстанции, с което работата по прототип на български микробус е окончателно преустановена.

## От 1990 г.: мотокари и велосипеди
„Балкан“ е преобразуван с държавата като едноличен собственик в еднолично дружество с ограничена отговорност през 1995 г. и в еднолично акционерно дружество през 1996 г. Основната дейност на „Балкан“ АД е производство на мотокари и велосипеди, хидродинамични предаватели, двигателни мостове, резервни части.
Дружеството е приватизирано в първата вълна на масовата приватизация през 1995 – 1997 г. „Балкан“ е частно акционерно дружество със 100 души персонал от 1997 г. „Напредък холдинг“ притежава 44 % от капитала към 2011 г.